# Can Coll (Vilassar de Dalt)
Can Coll és una casa de Vilassar de Dalt (Maresme) inclosa a l'Inventari del Patrimoni Arquitectònic de Catalunya.

## Descripció
Edifici civil; es tracta d'una casa formada per quatre cossos adossats de diferents alçades. Les seves façanes no estan a la mateixa línia però formen un conjunt unitari. Els tres cossos principals estan coberts amb teulades de dos vessants i carener paral·lel a la façana; el cos lateral dret, té baixos, galeria porxada amb arcs de mig punt, i un sol vessant.
Malgrat la construccions dels cossos no són coetànies, presenten un caràcter bastant homogeni: totes les finestres tenen fets la llinda, els brancals i els ampits amb carreus de pedra, igual que els angles de l'edifici.
Conserva el portal rodó adovellat. Tot el conjunt està arrebossat i esgrafiat, amb sanefes sota la cornisa i resseguint la línia dels carreus. Al mur exterior que dona al carrer hi ha una tribuna o galeria amb arcs de mig punt de factura posterior i quatre arquets a les golfes.